# Кроппах
Кроппах (нем. Kroppach) — община в Германии, в земле Рейнланд-Пфальц. 
Входит в состав района Вестервальд. Подчиняется управлению Хахенбург.  Население составляет 648 человек (на 31 декабря 2010 года). Занимает площадь 3,97 км².